# Telete

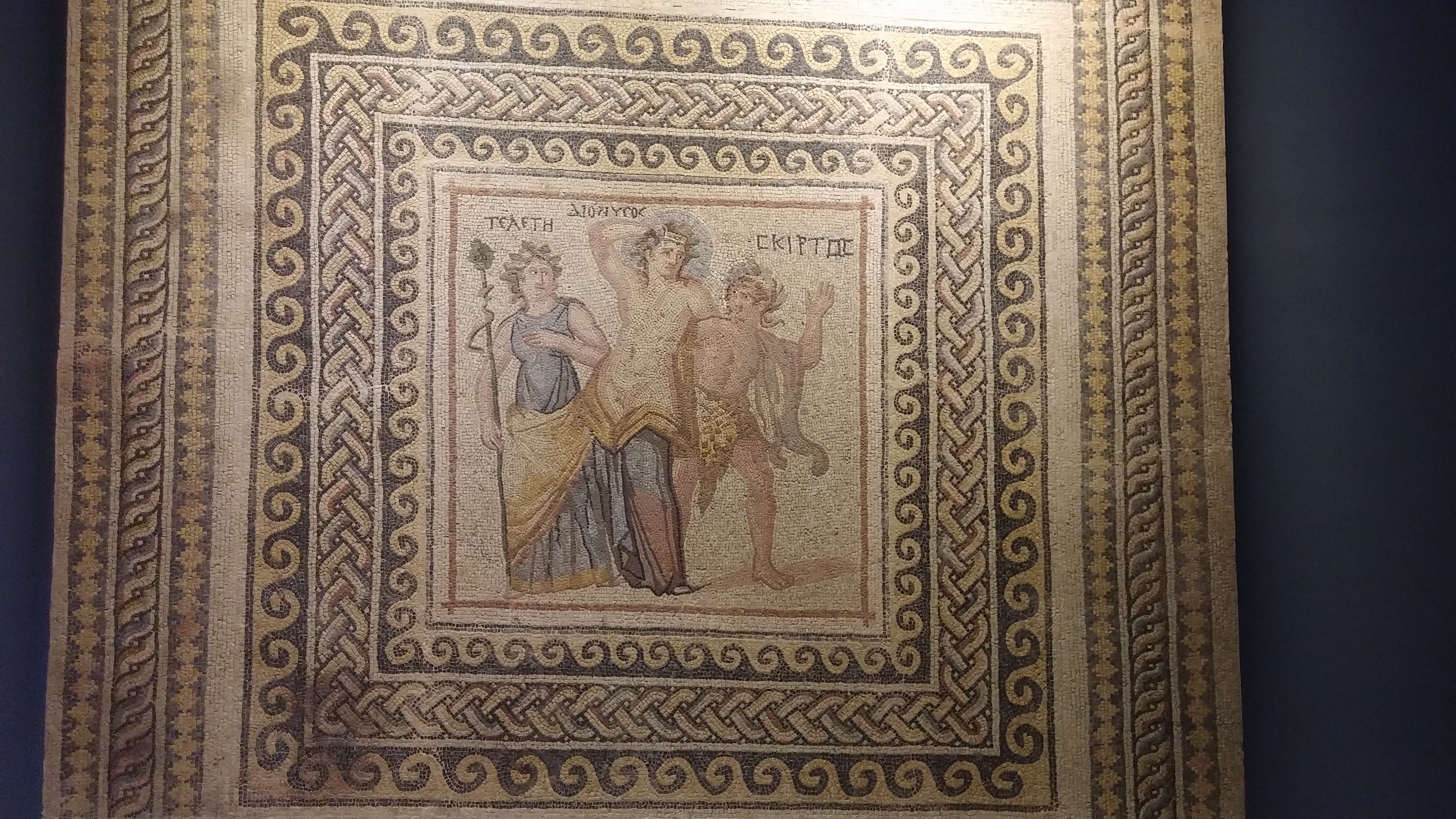
Mosaico con Dioniso, Telete portando un tirso y el sátiro Skirto. Museo de Mosaicos de Zeugma en Gaziantep, Turquía.

Telete o Teleté (griego antiguo: Τελέτη o Τελετή) en la mitología griega era el nombre de una hija de Dioniso y Nicea, así como la personificación de la «iniciación», «celebración» o el «misterio» báquico. Glorifica el culto de su padre:
«De aquella unión con Bromio floreció una niña de divino hálito a la que llamaron Teleté, la que siempre disfruta de las celebraciones, una muchacha que danzaba en la noche, siguiendo a Dioniso, y que se deleitaba con las panderetas y el doble tambor de piel de buey».
En cuanto a nacimiento de Telete, se relata que Nicea se avergonzaba de haber quedado embarazada de Dioniso, e incluso trató de ahorcarse; sin embargo, a su debido tiempo nació una hija de su unión. Se decía que las Horas habían servido como parteras en el nacimiento de Telete. Telete estaba destinada por Dioniso para convertirse en un seguidor de él y su hijo Yaco, su medio hermano.
Pausanias menciona una estatua de Telete en el santuario de las Musas del Helicón en Beocia. Su imagen estaba al lado de la de Orfeo.
Telete, que significa iniciación (teleisthai ,'iniciarse'), ritual o celebración, se asoció con las fiestas nocturnas y danzas rituales en honor de Dioniso, y se ha interpretado como una diosa de la iniciación en los ritos báquicos.